# X-Ray Spex
X-Ray Spex byla anglická punk rocková hudební skupina, založená v Londýně v roce 1976.

## Diskografie

### Alba
- 1979: Germ Free Adolescents
- 1991: Live At The Roxy
- 1995: Conscious Consumer
- 2009: Live @ the Roundhouse London 2008